# Vodopád Ramboda

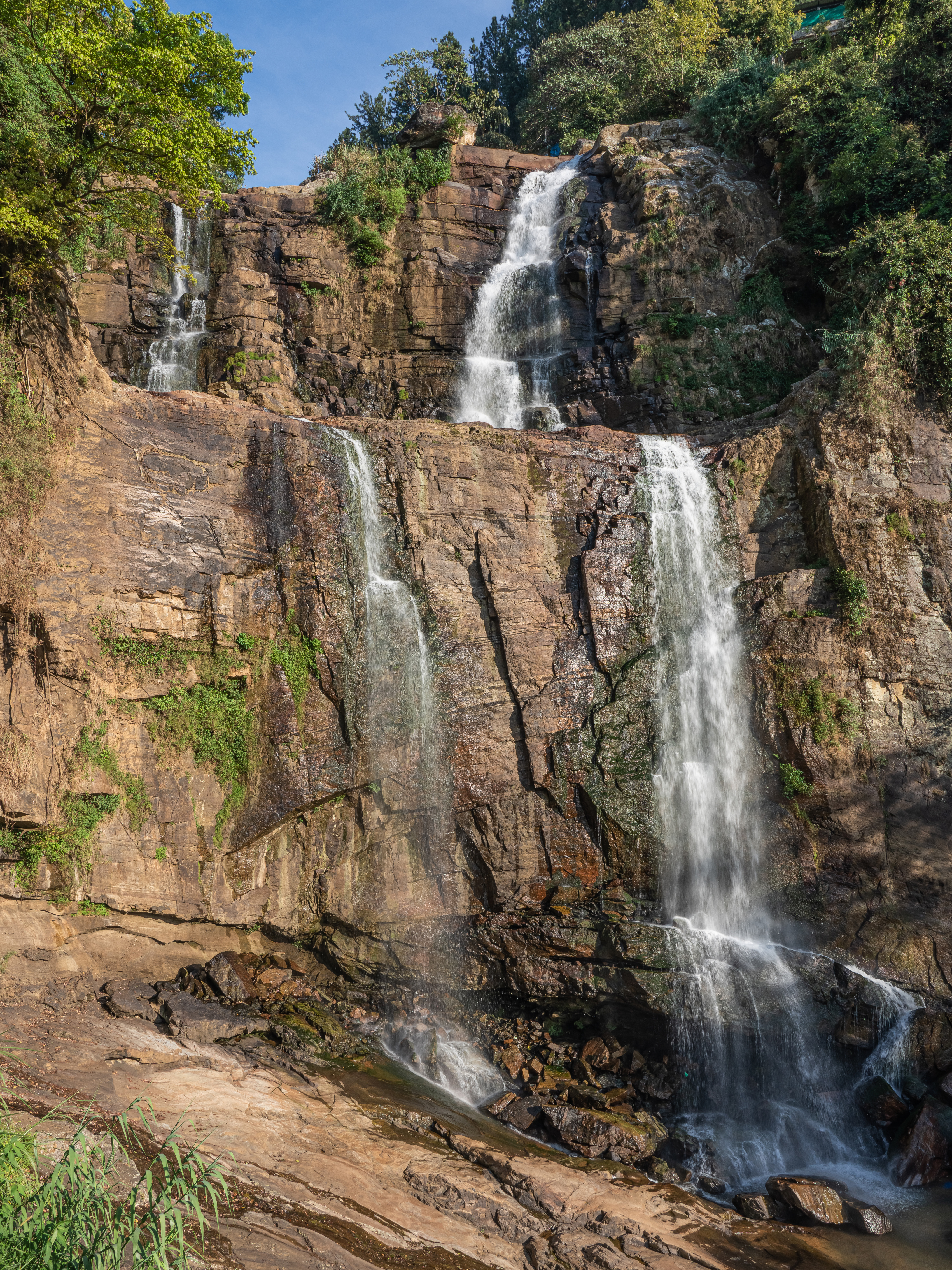
Vodopád Ramboda

Vodopád Ramboda 109 metrů vysoký a jedenáctý nejvyšší vodopád na Srí Lance a 729. nejvyšší vodopád na světě. Nachází se v oblasti Pussellawa, na dálnici A5 u průsmyku Ramboda. Vodopád tvoří řeka Panna Oya, která je přítokem řeky  Kothmale Oya. Vodopády mají nadmořskou výšku 945 metrů nad hladinou moře.

## Galerie

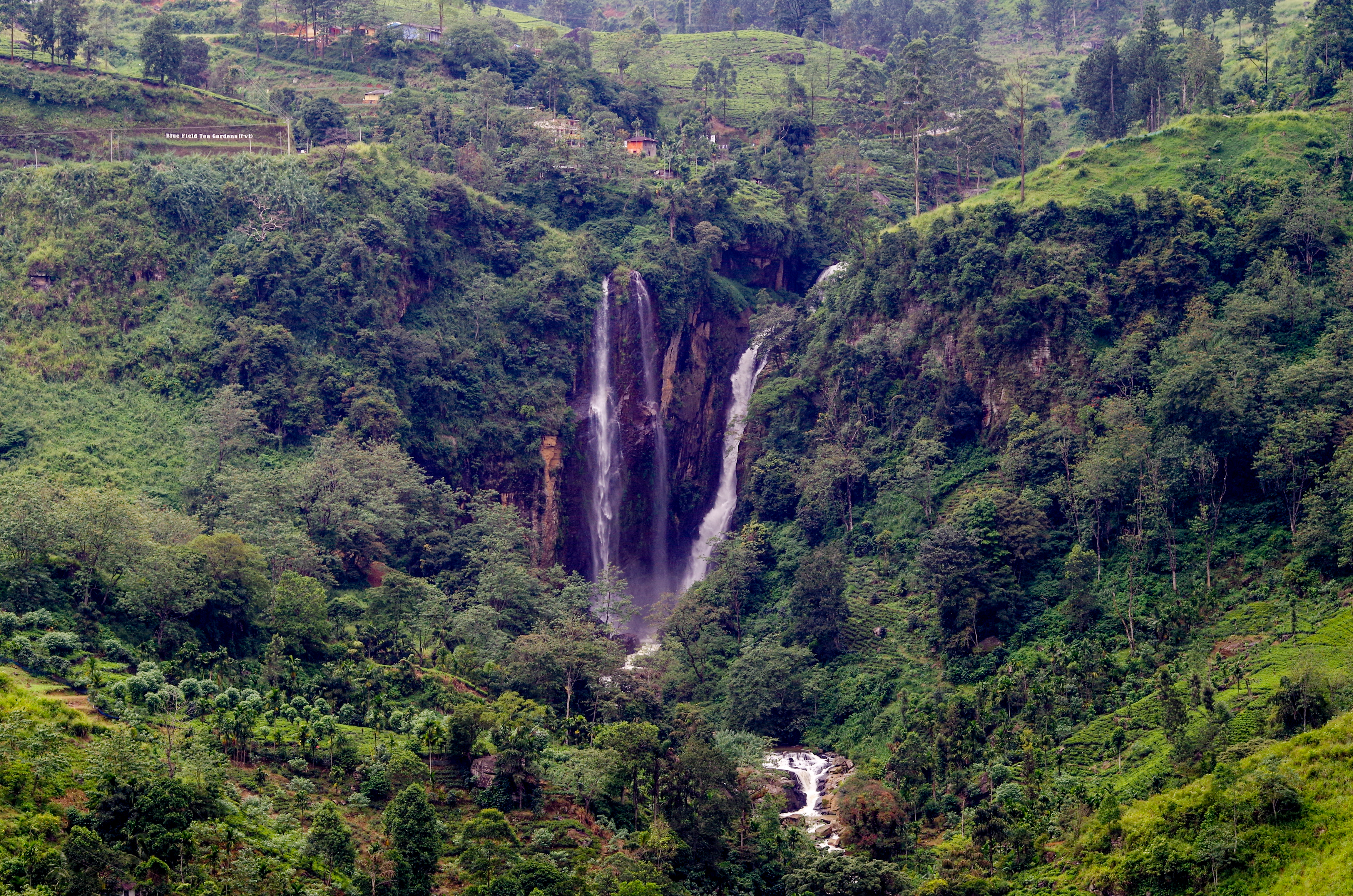
2013
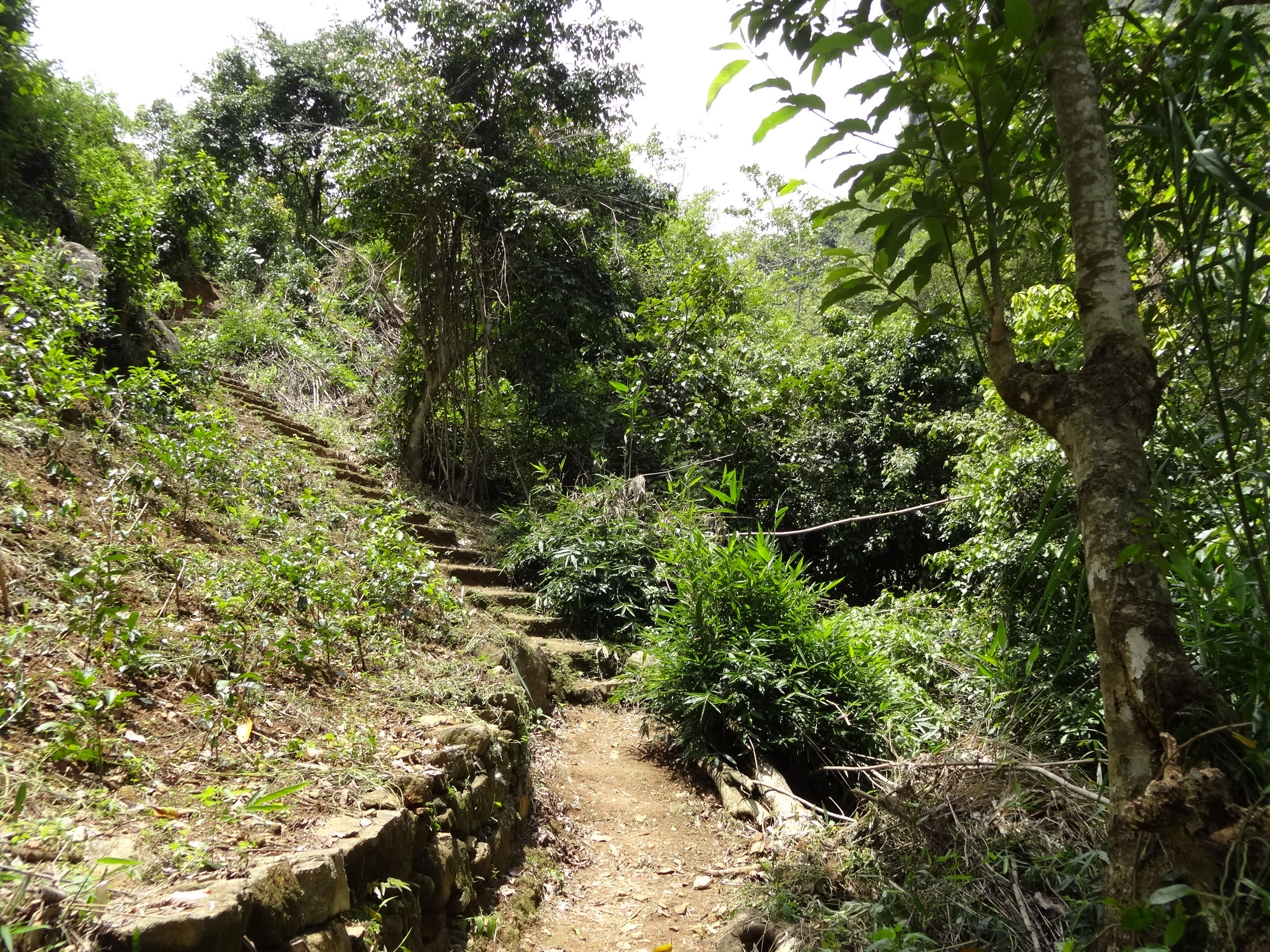
Přístupová trasa
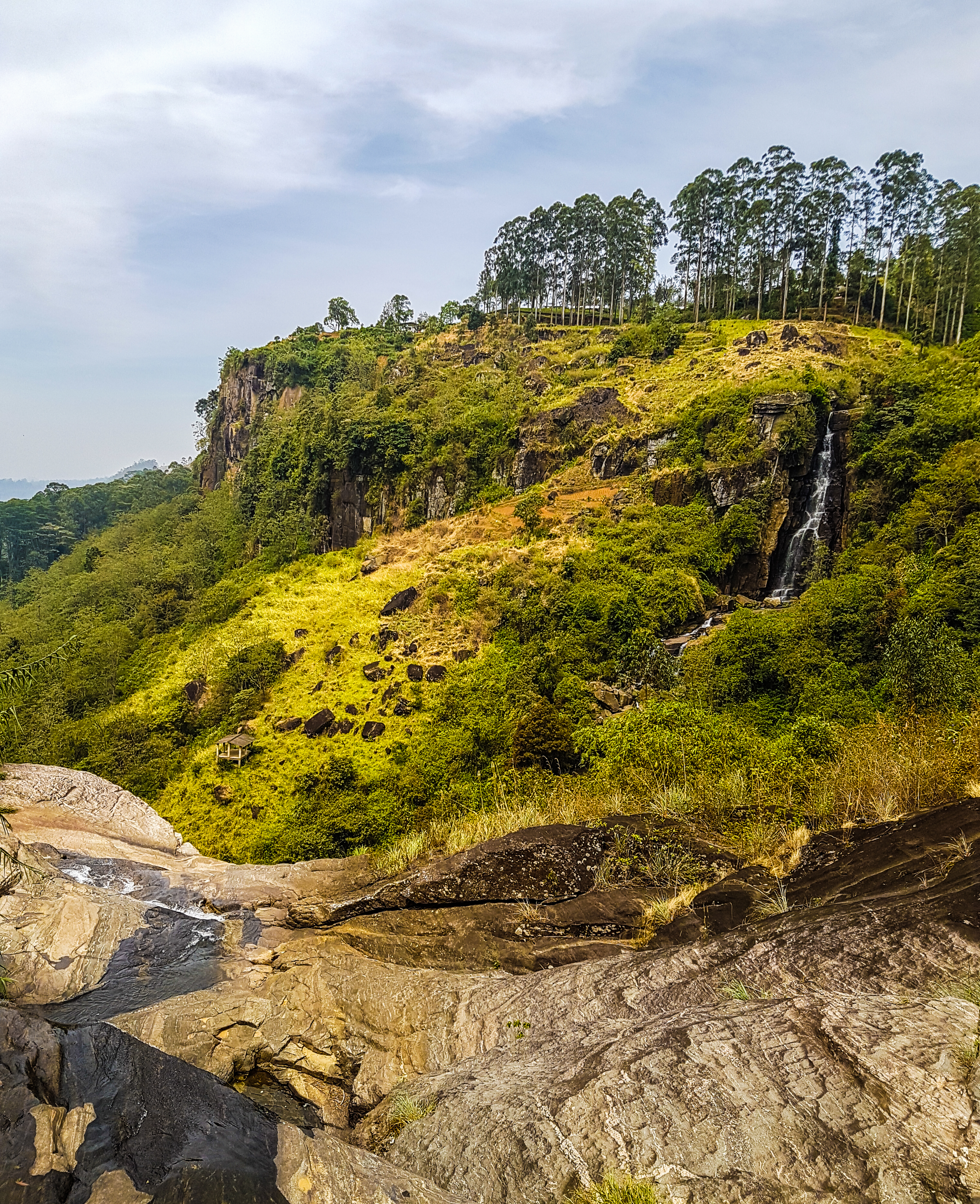
Okolní krajina (2018)
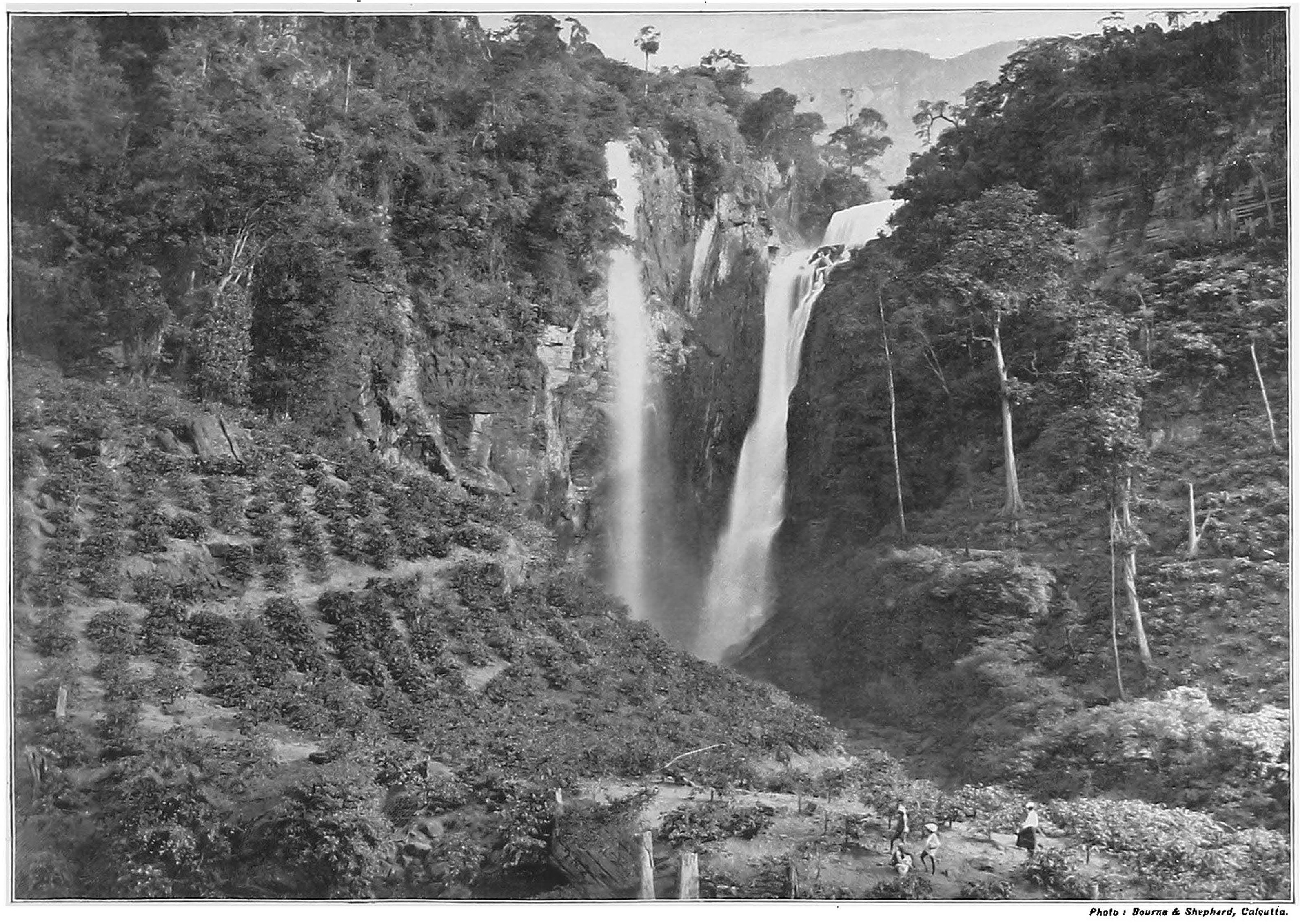
přibližně 1890